# Přimykání
Přimykání (adjunkce, slabá závislost) je skladební vztah realizovaný pouze mezi významy slov, tvar závislého slova není slovem řídícím určován.
Uplatňuje se u příslovečného určení a přívlastku neshodného:
Návštěvu dopředu ohlásil štěkot našich psů. - ohlásil dopředu ; příslovečné určení